# Vila Bohumíra Dvorského
Vila Bohumíra Dvorského je vila malíře Bohumíra Dvorského v Olomouci na Svatém Kopečku číslo popisné 161, Dvorského 1.

## Historie
Malíř Bohumír Dvorský (1902–1976) pocházel ze Slezska. V roce 1939 jej válečné události donutily z rodného kraje odejít. Usídlil se na Svatém Kopečku u Olomouce. Zde se setkával s překladatelem Otto Františkem Bablerem a s olomouckými mecenáši Janem Mišauerem a Josefem Anderem, kteří si jeho obrazy zdobily své vily. U svého přítele ze studií, Karla Dudycha, který je rovněž známý jako malíř, grafik a zahradní architekt, si Dvorský objednal plány pro dům s ateliérem.
Stavba obdélníkového půdorysu stojí ve svažitém terénu a je kryta dvěma na sebe kolmými nesymetrickými sedlovými střechami. V přízemí se nachází obývací pokoj, jídelna se zázemím a malířův ateliér. Schodiště vede ke galerii v prvním patře, ze které jsou přístupné ložnice s výhledem na Olomouc.
Díky péči původních majitelů se vila dochovala v původním stavu včetně vnitřního vybavení.